# کریس اورتون
کریس اورتون (به انگلیسی: Chris Overton) بازیگر و فیلم‌ساز بریتانیایی است که برای فیلم کودک خاموش مشهور است. این فیلم در نودمین دوره جوایز اسکار برنده جایزه اسکار بهترین فیلم کوتاه شد. او نامزد ریچل شنتون نویسنده و بازیگر فیلم است.